# Liste der Nummer-eins-Hits in Irland (1980)
Diese Liste enthält alle Nummer-eins-Hits in Irland im Jahr 1980. Es gab in diesem Jahr – vor allem wegen des Streiks (s. u.) – nur sieben Nummer-eins-Singles.
| Singles |
| --- |
| - Pink Floyd – Another Brick in the Wall (Pt. 2) - 4 Wochen (22. Dezember 1979 – 18. Januar 1980) - Dana – Totus Tuus - 1 Woche (19. Januar – 25. Januar) - The Pretenders – Brass in Pocket - 2 Wochen (26. Januar – 7. Februar) - Wegen eines Streiks wurde für die Dauer von 34 Wochen keine Hitparade veröffentlicht. - The Police – Don't Stand So Close to Me - 4 Wochen (4. Oktober – 31. Oktober) - Barbra Streisand – Woman in Love - 4 Wochen (1. November – 28. November) - ABBA – Super Trouper - 3 Wochen (29. November – 19. Dezember) - St Winifred's School Choir – There's No One Quite like Grandma - 3 Wochen (20. Dezember 1980 – 9. Januar 1981) |

Siehe auch: Nummer-eins-Hits 1980 in  Australien, Belgien, Deutschland, Finnland, Frankreich, Italien, Japan, Kanada, Neuseeland, den Niederlanden, Norwegen, Österreich, Schweden, der Schweiz, Spanien, den Vereinigten Staaten und im Vereinigten Königreich.